# Braselton (Géorgie)
Braselton est une ville américaine située dans les comtés de Barrow, de Gwinnett, de Hall et de Jackson en Géorgie. Selon le recensement de 2020, sa population est de 13 403 habitants.